# Narodowy dzień flagi Kanady
Narodowy dzień fagi Kanady – święto upamiętniające wybór kanadyjskiej flagi. Nie jest to dzień ustawowo wolny od pracy.

## Historia
W 1964 kanadyjski parlament zdecydował o wyborze nowej flagi i zaprosił obywateli do składania własnych propozycji. Kanadyjczycy zaproponowali blisko 4000 różnych kombinacji, a pomysły prezentowano na różnych rodzajach materiału: tapetach, bibule, papierze do pakowania czy nawet na kawałkach ubrań. Flaga została oficjalnie wybrana 15 grudnia 1964, a 15 lutego 1965 wywieszona na budynku kanadyjskiego parlamentu. W 1996 parlament ustanowił ten dzień dniem flagi.

## Zwyczaje
15 lutego Kanadyjczycy wywieszają swoją flagę na budynkach prywatnych i państwowych, a w wielu szkołach organizowane są zajęcia edukacyjne na jej temat. Mają miejsce różne wydarzenia, m.in. w 1996 rozdano milion flag, by rok później można je było wystawić podczas świętowania. Ostatnimi czasy coraz bardziej popierany jest pomysł, by dzień flagi stał się świętem wolnym od pracy.